# 心内膜
心内膜（しんないまく、英: endocardium）とは心臓壁を構成する3層構造の1層であり、心臓腔や心耳腔を覆う薄く平滑な層。心臓壁の内層は心内膜、中層は心筋層、外層は心外膜と呼ばれる。心内膜は血管内膜に連続する。心内膜は内皮と内皮下層に区別され、内皮は単層扁平上皮からなる細胞の層であり、内皮下層は線維芽細胞、膠原線維、弾性線維などからなる結合組織の層である。

## 参考資料
- 日本獣医解剖学会編集　『獣医組織学 改訂第二版』　学窓社　2003年　97頁　ISBN 4873621135
- Horst Erich Konig、Hans Georg Liebich著　カラーアトラス獣医解剖学編集委員会監訳　『カラーアトラス獣医解剖学（下巻）』　チクサン出版社　2008年　ISBN 978-4-88500-656-2